# سردهلق
سردهلق، روستایی از روژهەڵات کۆردستان از توابع بخش مرکزی شهرستان صحنه در استان کرمانشاه ایران است. 
که به زبان اصیل کردی گویش کەڵهۆری صحبت میکنند.

## جمعیت
این روستا در دهستان خدابنده‌لو قرار دارد و براساس سرشماری مرکز آمار ایران در سال ۱۳۸۵، جمعیت آن ۲۰۳ نفر (۵۷خانوار) بوده‌است.